# Reinhold Rebhandl
Reinhold Rebhandl (* 20. Dezember 1957 in Steyr) ist ein österreichischer Maler, Grafiker und Hochschullehrer.

## Leben und Wirken
Rebhandl studierte nach der Matura 1976 Geschichte an der Universität Wien und Bildnerische Erziehung an der Akademie der Bildenden Künste Wien. Er schloss 1983 mit der Lehramtsprüfung für diese beiden Fächer ab. Von 1977 bis 1984 studierte er Malerei bei Walter Eckert und Markus Prachensky an der Akademie der Bildenden Künste Wien. Er unterrichtete zunächst an verschiedenen höheren Schulen und erhielt ab 2006 Lehraufträge an der Kunstuniversität Linz und an verschiedenen Pädagogischen Hochschulen. Rebhandl ist seit 2013 Leiter des Fachbereichsinstitutes für Künstlerische Bildung an der Pädagogischen Hochschule Oberösterreich.
Der Künstler ist Mitglied der IG Bildende Kunst und des Künstlerhauses Wien (seit 2007). 1989 bildete er gemeinsam mit Anatole Ak, Oliver Dorfer, Alexander Netusil und Robert Mittringer die Künstlergruppe K5. Er gehört seit 1992 der Künstlervereinigung MAERZ an und fungierte dort von 1997 bis 2003 als Vizepräsident. Von 1997 bis 2001 leitete er als Obmann des Kunstvereins Rohstoff die Kunsthalle.tmpSteyr (mit W. Ebenhofer und J. Angerbauer).
Rebhandl lebt und arbeitet in Wien und Zürich. 2015 wurde ein Teil seiner Bilder bei der Räumung eines Depots im Schlüsselhof unwiederbringlich zerstört.

## Ausstellungen (Auswahl)
Rebhandl präsentiert seine Werke seit 1986 im Rahmen von Einzel- und Gemeinschaftsausstellungen:
- Donau Plastik, Galerie März, Linz, 1989
- Reinhold Rebhandl, Museum Arbeitswelt Steyr, und Galerie Posthof, Linz, 1990
- K5, Museum Francisco-Carolinum, Linz, 1992
- Reinhold Rebhandl, Galerie März, 1992
- Reinhold Rebhandl, Kunsthalle Innsbruck, 1994
- zu Tisch, Kunsthalle Krems, 1994 (als Kurator)
- Schwerpunkt Zeichnung, Galerie März, 1998
- Caput mortuum, Kunsthalle.tmpSteyr, 1998
- Kunst, verbaut, Die 90er. Ende der Trennung!, Künstlerhaus Wien, 1998
- Ein Fest der Zeichnung, Galerie März, 1998
- Zeichensetzung, Galerie März, Jazzatelier Ulrichsberg, 1999
- Reinhold Rebhandl. paintings ... ein bis zwei videos ... einige Objekte ... buffet, Galerie März, 1999
- Reinhold Rebhandl. Retrospektive, Kunsthalle.tmpSteyr
- Wegmarken, Maerz 1952–2002, Künstlervereinigung MAERZ, afo architekturforum oberösterreich
- The Artist is Pres/iD/ent, Take-Festival Wien, 2019
- Schatzkästlein Österreich, Buchpräsentation im Kunst Haus Wien und in der Landesgalerie Linz, 2019
- Kleiner Ausblick, Galerie Steyrdorf, Steyr, 2019

## Auszeichnungen
- Fügerpreis 1981 und 1983